# 工藤幹夫

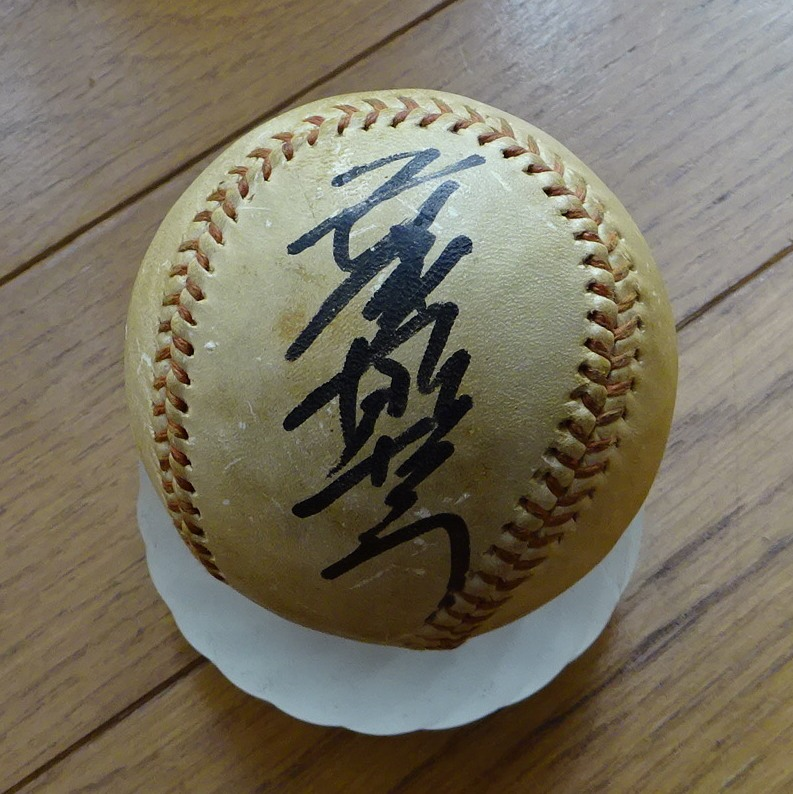
親筆簽名的球

工藤幹夫（日语：／ Kudo Mikio，1960年9月30日—2016年5月13日）為日本的棒球選手，出生於秋田県本荘市。他曾效力於日本職棒日本火腿等，守備位置為投手，1984年退休，生涯通算30勝。2016年5月13日因肝病去世，享年55岁。